# 71. pěší pluk
Trenčínský 71. pěší pluk nebo Císařský a královský pěší pluk č. 71 (německy Kaiserliches und königliches Infanterieregiment Nr. 71. Galgoczy) byl vojenský pluk rakousko-uherské armády, jehož domovskou základnou byla trenčínská kasárna. Jednotka tvořená množstvím slovenských vojáků se stala známá svými bojovými úspěchy na frontách během první světové války, jakož i vzpourou v srbském Kragujevaci.

## Historie

### Raná historie jednotky
Pod vlivem citelných válečných neúspěchů se v rakouských ozbrojených silách začaly již v roce 1859 provádět důležité vojenské reformy. V rámci reorganizace armády byly spojením jednotlivých polních praporů původních řadových pěších pluků zformovány nové pěší pluky. 71. pěší pluk vznikl 1. února 1860 ze tří pluků: 8. brněnského, 12. komárenského a 54. olomouckého. V roce 1866 zasáhl do rakousko-pruské války. Od roku 1882 měl hlavní sídlo v Trenčíně. Pluk byl doplňován muži zejména z Trenčínské, Oravské a Turiecké župy. Dostal i přívlastek „Drátenický regiment“, což vyplývalo z tradice dráteníků v těchto župách.

### První světová válka
Významným se stal pluk v průběhu první světové války. V prvních dnech války se do řad pluku soustředilo 8 000 záložníků, před jejich odchodem do bojů na východní frontu 8. srpna 1914 sloužil v Trenčíně polní mši kurát pluku Jozef Tiso.
Pluk se začal aktivně zapojovat do bojů ve válce v srpnu roku 1914, kdy bojoval v rámci 14. divize pátého sboru, proti dosud nesoustředěným ruským vojskům. Během bojů o Lublin ztratil kolem poloviny vlastních mužů a stejně tak i velitelů. Po doplnění bojoval v těžkých podmínkách na přelomu let 1915 a 1916 proti Ruskému carskému vojsku v Karpatech a později více než půldruhého roku v zákopové válce v Haliči. Za účast na těchto bojích udělil arcikníže Friedrich pluku třikrát nejvyšší pochvalu.
Bezprostředně po této kampani, v listopadu roku 1916, byl pluk přesunut na italskou frontu, kde pluk bojoval v tvrdé zimě na přelomu let 1916 a 1917. Na podzim roku 1917 bojoval tento vojenský útvar v jedné z nejtěžších bitev u řeky Piavy, kde zpočátku dosáhl značných úspěchů, když pronikl přes Piavu, prorazil 3 pásma italské obrany a získal 1200 zajatců. Už po týdnu bojů měl však pluk těžké ztráty, byl stažen na doplnění do oblasti Kragujevac v Srbsku.

### Vzpoura v Kragujevaci

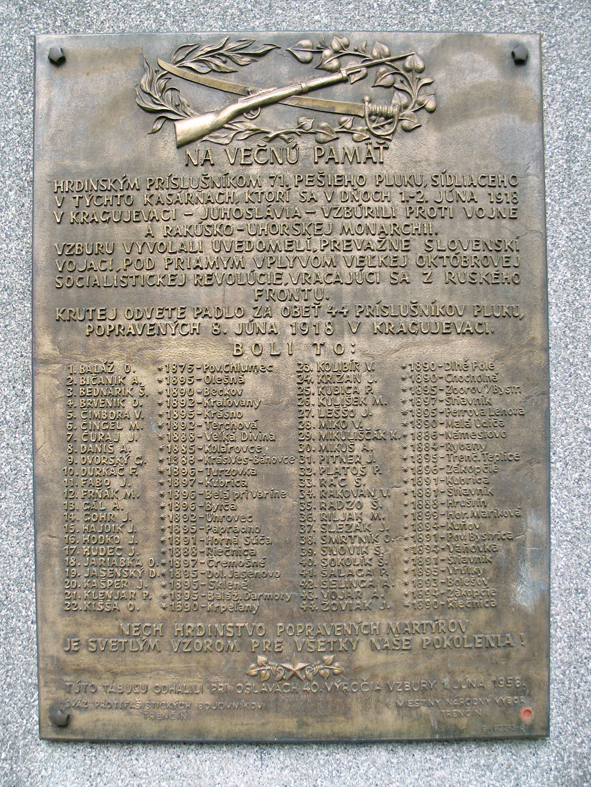
Pamětní tabule povstalcům popraveným v Kragujevaci

V dubnu 1918 se začali k pluku vracet vojáci z ruského zajetí. Protože Rusko podepsalo 3. března brestlitevskou mírovou dohodu se zeměmi Trojspolku. Záložní útvar pluku se formoval v Kragujevaci. Asi 2400 až 3000 Slováků navrátivších se ze zajetí vytvořilo 7 rot 41. pochodové formace, kterou měli 10. června odvelet na jižní frontu. Mezi těmito muži však panovala nechuť bojovat. Vojákům byly upřeny žádané dovolené, a tak se po návratu ze zajetí nesměli vrátit před cestou na frontu domů. 2. června 1918, večer po vydání žoldu se vojáci vraceli z města do ubytoven. Voják Martin Riljak se pod vlivem alkoholu dostal do střetu s dozorujícím poddůstojníkem Antonem Bednárem. Riljaka se však zastali ostatní vojáci, kteří Bednára zbili. Množství dalších reagovalo na dění živelnou vzpourou tak, že se zbraní v ruce vyšlo mezi 21. a 22. hodinou z kasáren a rozhodlo se postavit proti nasazení jednotky na frontě. Většina nováčků se vzpouře vyhnula a z místa utekla k budově velitelství. Část vzbouřenců pod vedením Jána Hudce se chtěla zmocnit skladu munice, druhá skupina Pavla Klejnara pronikla k železniční stanici, kde přerušila telegrafní spojení. Sklad munice ani železniční stanici se však nepodařilo obsadit. Velitel náhradního praporu podplukovník Artúr Marx začal urychleně jednat, aby vzpouru potlačil. Nejprve pomocí jednotky dragounů a kulometné čety zastavil vzbouřenců postupujících ke skladu munice a později odřízl od spojení s kasárnami skupiny, které pronikly do města. Nejhouževnatější odpor kladli vzbouřenci izolováni v kasárnách, ale ten po nasazení dělostřelectva postupně slábl. Velitelům se do oběda 3. června podařilo odpor vojáků zcela potlačit. Pouze 50 mužům se podařilo uniknout. S 81 obviněnými vzbouřenci se konal soud, na základě jehož rozsudku bylo 9. června 1918 popraveno zastřelením 44 slovenských vojáků.

### Poslední boje na Piavě
Následně byl pluk doplněn a koncem měsíce vyslán na Piavský front, kde držel pozice před útoky italských vojsk jakož i československých legií až do konce války v listopadu 1918.

## Majitelé pluku
- 1860–1870 Leopold II. Toskánský[4]
- 1870 Rudolf von Rossbacher[4]

## Poválečné období
Po skončení války byl pluk začátkem roku 1919 reorganizován a označen jako pěší pluk č. 17, jehož sídlem se stal stejně jako předtím Trenčín.